# Neunfleckiger Prachtkäfer
Der Neunfleckige Prachtkäfer (Buprestis novemmaculata) ist ein Käfer aus der Familie der Prachtkäfer (Buprestidae). Das zwölf bis zwanzig Millimeter lange Tier ist trotz der gelben Flecken auf den Flügeldecken durch die erzfarbene Färbung gut getarnt und wird leicht übersehen. Außerdem ist er in Mitteleuropa nicht häufig. Er wird leicht mit dem Achtpunktigen Kiefernprachtkäfer verwechselt.
Die Art ist wie die meisten Prachtkäfer gemäß der  Bundesartenschutzverordnung gesetzlich besonders geschützt. In der Roten Liste gefährdeter Arten Deutschlands wird die Art unter der Kategorie 2 (stark gefährdet) geführt. In Sachsen-Anhalt gilt sie als gefährdet (Kategorie 3) und in Brandenburg steht sie als potentiell gefährdet auf der Vorwarnliste.
| Bilder des Neunfleckigen Prachtkäfers |                   |
| |                   |
| Bild 1: von oben | Bild 3: von unten |
| |                   |
| Bild 4: von vorn |                   |
| Bild 2: Teilansicht der Unterseite rechts teilweise eingefärbt grün: Prosternalfortsatz der Vorderbrust blau: Mittelbrust gelb: Hinterbrust orange:Hinterhüften rot: Episternen der Hinterbrust |                   |
| Bild 5: von der Seite |                   |

## Bemerkungen zum Namen und Systematik
Die Erstbeschreibung der Art erfolgte durch Linnaeus 1767 als Buprestis 9-maculata. Nach der kurzen Charakterisierung und der Angabe, dass der Käfer in Bayern zu finden ist, liest man in der ausführlicheren Beschreibung: ...Maculae luteae: 1 in medio frontis, 2 ad thoracis latera, 3 in singulis elytris ….. (lat.: gelbe Flecken, einer mitten auf der Stirn, zwei auf der Seite der Brust, drei auf jeder Flügeldecke...).  Dies erklärt den Artnamen novemmaculāta (lat. nóvem, neun  und maculātus, gefleckt) auch wenn die Anzahl der Flecken häufig abweicht.
Die Gattung Buprestis wurde bereits bei Einführung der Binominalen Nomenklatur von Linné aufgestellt. Der Name wurde von Linné übernommen und lässt sich in der entomologischen Literatur bis weit vor Linné zurückverfolgen. Allerdings wurde er dort in einem anderen Sinn gebraucht.
Βούπρηστις Bōūprestis heißt bei Hippokrates von Kos ein Insekt (Käfer?), das von Rindern versehentlich verschluckt, deren Aufschwellen bewirkt – vielleicht Lytta vesicatoria oder Meloe, jedenfalls nicht unsere Buprestis. Wortbedeutung: (gr.) bu- „Ochsen-“, prestis „Schiff“?, „Fisch“?, „Blitz“?, „Säge“?, „Pflanze“?
Schenkling erklärt Buprēstis aus altgr. βούς, bōūs, Rind, und πρήθω, prētho, “ich blähe auf” als Namen für  einen Käfer bei den Griechen, nach dessen Genuss die Rinder aufschwellen und sterben sollen.
Linné rechnet in der Regel noch jeden Prachtkäfer zur Gattung Buprestis. Eschscholtz zerlegt die Gattung 1829 in viele Gattungen. Nach ihm verbleiben in der Gattung Buprestis nur die Arten, bei denen zusammen mit weiteren anatomischen Merkmalen das Schildchen hinten abgerundet ist. Heute werden zur Gattung Buprestis in Europa vierzehn Arten gerechnet, von denen zwölf der gleichen Untergattung angehören, zwei je einer anderen. Weltweit gibt es über hundert Arten in zehn Untergattungen. Die Art Buprestis novemmaculata tritt in zwei Unterarten auf, Buprestis novemmaculata novemmaculata und in Südosteuropa als Buprestis novemmaculata gravida.

## Beschreibung des Käfers
Der Körper ist  robust und mehr als doppelt so lang wie breit.  Die Oberseite ist abgeflacht (Bild 4, Bild 5). Die Unterseite ist ebenfalls erzbraun und grau behaart. Nicht nur die Flügeldecken tragen gelbe Flecken, sondern auch Kopf und Halsschild, die Seiten und die Unterseite (Bild 3) können gelb gefleckt sein. Die Fleckung kann jedoch auch stark reduziert sein.
Der Kopf ist von oben gesehen deutlich breiter als lang. Die Vertiefungen, in die die Fühler eingelenkt sind (Fühlerhöhlen) liegen weit voneinander entfernt nahe am Augenrand (Bild 4). Sie sind klein, nicht tief und an den Rändern nicht abgeschnitten.  Die elfgliedrigen Fühler sind bereits ab dem dritten Glied nach innen erweitert (gesägt, Bild 4).  Die Augen sind groß und bedecken den Großteil der Seiten des Kopfes.  Sie berühren nicht die Basis der Oberkiefer. Ihr Hinterrand verläuft parallel zum Vorderrand des Halsschilds, liegt aber nicht direkt an.  Der Scheitel ist nicht verengt. Die Oberkiefer sind kräftig, wenig gekrümmt und zweizähnig. Die beiden letzten Kiefertasterglieder sind länglich und gleich groß. Das Lippentasterendglied ist eiförmig und abgestutzt.
Der Halsschild ist vorn auf Kopfbreite verengt, an der Basis am breitesten. Er ist punktiert, weist aber häufig einen glatten Mittelstreifen auf (Bild 1 ohne Mittelstreifen, Taxobild mit Mittelstreifen).
Die Flügeldecken sind an der Basis zusammen breiter als der Halsschild. Sie sind ohne Eindrücke gleichmäßig gewölbt und stärker gewölbt als Buprestis dalmatina. Hinter der Mitte sind sie allmählich zugespitzt, der Rand ist nicht gezähnelt.  An der Spitze sind sie abgestutzt und haben einen Innen- und einen Außenzahn.  Die Flügeldecken sind gestreift. Die Streifen nahe der Naht sind in den Zwischenräumen wenig dicht punktiert, zum Flügelrand hin wird die Punktierung dicht. Das Schildchen ist klein und hinten abgerundet. Jede Flügeldecke trägt 4 unregelmäßige und ausgefranste Flecken, die auch verschmelzen oder fehlen können. In der Regel ist im Unterschied zum sehr ähnlichen Achtpunktigen Kiefernprachtkäfer der Seitenrand der Flügeldecken hinter der Schulter nicht deutlich erweitert und nahe der Schulter nicht gelb gefärbt.
Auf der Unterseite sind die Hüfthöhlen der Vorderbrust, in die die Vorderhüften eingelenkt sind, nach hinten offen. Die kugeligen Vorderhüften sind durch einen breiten Fortsatz der Vorderbrust nach hinten (Prosternalfortsatz, Bild 2 grün) getrennt. Der Protosternalfortsatz ragt über die Mittelbrust (Bild 2, blau) und trennt diese scheinbar. Die Hinterhüften (Bild 2, orange) liegen breit der Hinterbrust (Bild 2, gelb) an und sind nach innen nicht erweitert. Nach hinten sind sie zur teilweisen Aufnahme der Hinterschenkel ausgehöhlt. Die kräftigen Beine tragen alle  fünfgliedrige Tarsen (Tarsenformel 5-5-5). Die Krallen sind ungezähnt. Die seitlich neben der Hinterbrust liegende Platte des Außenskeletts (hinteres Episternum, Bild 2, rot) ist nicht durch eine seitliche Verbreiterung des Hinterleibs verdeckt.

## Vorkommen
Lebt in Nadelwäldern insbesondere auf Kiefern. Ist in Europa und auch in Asien verbreitet.

## Lebensweise
Die  Käfer findet man an alten Stämmen, Stubben und Ästen, auch auf gefälltem Holz.
Die Larven leben in frisch abgestorbenem Nadelholz (Kiefer und Fichte), von dem sie sich ernähren. Sie verpuppen sich nach zwei bis vier Jahren.